# Lukáš Szabo
Lukáš Szabo (1992. október 4. –) szlovákiai magyar, szlovák utánpótlás válogatott labdarúgó.

## Pályafutása

### Klubcsapatokban
Pályafutását a Slovan Duslo Šaľa (Vágsellye) csapatában kezdte, de rövid időt az FC Nitra akadémiáján is eltöltött. 2012 nyarán mutatkozott be az akkor másodosztályú Duslo Šaľa felnőtt csapatában. A 2012–2013-as szezonban 27 mérkőzést játszott a klub színeiben és tíz gólt szerzett. 2013 júliusában a Slovan Bratislava érdeklődése ellenére a cseh élvonalbeli Slovan Liberechez igazolt, ahol négy évre szóló szerződést írt alá. Mindössze két bajnokin kapott lehetőséget a szezon elején, így a csehek később kölcsönadták a Zlaté Moravcének, ahol alapemberként 24 bajnokit játszott a 2013–2014-es idényben a szlovák élvonalban.
2016 nyarán szerződtette a Győri ETO csapata, amellyel NB III-as bajnok lett, 27 mérkőzésen kilenc gólt szerezve, majd a következő idényben 14 mérkőzésen 1 gólt szerzett a másodosztályban. 2018 nyarán a Kazincbarcikai SC szerződtette. 2019 nyarán a Gyirmót FC Győr együttesében folytatta pályafutását. Tizennégy bajnokin lépett pályára a csapatban, gólt nem szerzett, majd 2020 nyarán közös megegyezéssel szerződést bontott a klubbal.

### A válogatottban
2013 szeptemberében kapott először meghívást a szlovák U21-es válogatottban, ahol abban az évben három mérkőzésen kapott játéklehetőséget. 

## További információ
- FC Slovan Liberec profil
- FC Nitra profil
- Corgoň Liga profil
- Lukáš Szabo adatlapja a Soccerway oldalon (angolul)
- Eurofotbal profil